# Литвинівська сільська рада (Підгаєцький район)
Литви́нівська сільська́ ра́да — адміністративно-територіальна одиниця та орган місцевого самоврядування в Підгаєцькому районі Тернопільської області. Адміністративний центр — село Литвинів.

## Загальні відомості
- Територія ради: 35,565 км²
- Населення ради: 1 219 осіб (станом на 2001 рік)
- Територією ради протікає річка Золота Липа

## Історія
с. Литвинів.

## Населені пункти
Сільській раді підпорядковані населені пункти:
- с. Литвинів
- с. Рудники
- с. Старий Литвинів

## Населення
За переписом населення України 2001 року в сільській раді мешкало 1219 осіб.

### Мова
Розподіл населення за рідною мовою за даними перепису 2001 року:
| Мова       | Відсоток |
| ---------- | -------- |
| українська | 99,92 %  |
| російська  | 0,08 %   |

## Склад ради
Рада складалася з 16 депутатів та голови.
- Голова ради:
- Секретар ради: Бандура Михайло Миколайович

### Керівний склад попередніх скликань
| Прізвище, ім'я, по батькові | Основні відомості                                                               | Дата обрання | Дата звільнення |
| --------------------------- | ------------------------------------------------------------------------------- | ------------ | --------------- |
| Кунька Григорій Михайлович  | Сільський голова, 1963 року народження, безпартійний                            | 26.03.2006   | 31.10.2010      |
| Берчук Галина Олексіївна    | Сільський голова, 1968 року народження, освіта середня спеціальна, позапартійна | 31.10.2010   |                 |

Примітка: таблиця складена за даними сайту Верховної Ради України

### Депутати
За результатами місцевих виборів 2010 року депутатами ради стали:

#### За суб'єктами висування
| Суб'єкт висування | Кількість обраних депутатів | %   |
| ----------------- | --------------------------- | --- |
| Самовисування     | 16                          | 100 |

#### За округами
| № округу | Прізвище, ім'я, по батькові     | Дата визнання обраним | Освіта             | Партійна приналежність                        | Відомості про обраного депутата                               |
| -------- | ------------------------------- | --------------------- | ------------------ | --------------------------------------------- | ------------------------------------------------------------- |
| 1        | Сельський Ігор Михайлович       | 04.11.2010            | вища               | позапартійний                                 | Завалівське лісництво, лісничий                               |
| 2        | Гишка Володимир Ярославович     | 04.11.2010            | вища               | позапартійний                                 | Литвинівська загальноосвітня школа І-ІІІ ст., вчитель         |
| 3        | Бомк Іванна Василівна           | 04.11.2010            | вища               | позапартійна                                  | тимчасово не працює                                           |
| 4        | Бандура Михайло Миколайович     | 04.11.2010            | вища               | позапартійний                                 | Литвинівська с/р, секретар                                    |
| 5        | Москалик Богдан Васильович      | 04.11.2010            | середня спеціальна | позапартійний                                 | тимчасово не працює                                           |
| 6        | Кунька Олександра Володимирівна | 04.11.2010            | вища               | позапартійна                                  | Литвинівська загальноосвітня школа І-ІІІ ст., вчитель         |
| 7        | Фик Ігор Богданович             | 04.11.2010            | середня            | позапартійний                                 | тимчасово не працює                                           |
| 8        | Потурай Ярослав Степанович      | 04.11.2010            | вища               | позапартійний                                 | Литвинівська загальноосвітня школа І-ІІІ ст., директор школи  |
| 9        | Бромірський Богдан Михайлович   | 04.11.2010            | вища               | позапартійний                                 | Фірма Метро, водій                                            |
| 10       | Вдовіцька Марія Іванівна        | 04.11.2010            | середня спеціальна | позапартійна                                  | фельдшерсько-акушерський пункт с. Литвинів, молодша медсестра |
| 11       | Плескун Петро Петрович          | 04.11.2010            | вища               | член Всеукраїнського об'єднання «Батьківщина» | тимчасово не працює                                           |
| 12       | Яремчук Богдан Ярославович      | 04.11.2010            | середня спеціальна | позапартійний                                 | УПСЗН, опікун                                                 |
| 13       | Скоробога Леся Степанівна       | 04.11.2010            | середня спеціальна | позапартійна                                  | Рудниківська загальноосвітня школа І-ІІІ ст., тех.працівник   |
| 14       | Новіцька Марія Іванівна         | 04.11.2010            | середня спеціальна | позапартійна                                  | Литвинівський магазин, продавець                              |
| 15       | Зозуля Надія Володимирівна      | 10.01.2011            | середня            | позапартійна                                  | Сільський клуб, завідувачка                                   |
| 16       | Ключинський Михайло Іванович    | 04.11.2010            | середня спеціальна | позапартійний                                 | ДПБережанське ЛМГ, майстер лісу                               |